# Accolti
Gli Accolti furono una famiglia nobile aretina di parte ghibellina. Nel corso del XVII secolo si trasferirono nel paese ligure di San Terenzo.

## Storia
Nel XIV secolo si trasferì in detta città da Pontenano in Casentino. Essa occupò le più alte cariche in Arezzo come in Firenze. Nei secoli dell'Umanesimo, la famiglia illustrò la patria con numerose personalità di spicco nelle lettere, nel diritto e nella religione. In particolare si ricordano Benedetto il Vecchio, i suoi figli  Pietro, detto Cardinal d'Ancona, e  Bernardo, detto l'Unico Aretino;  Francesco detto l'Aretino, fratello di Benedetto "il Vecchio"; il cardinale  Benedetto il giovane.
Gli Accolti furono investiti del Ducato di Nepi dal 1520 al 1534 nella persona di Bernardo Accolti. La famiglia si estinse nel 1699. Prosegue nei rami Forzoni Accolti e Accolti Gil. Il conte Stefano Forzoni Accolti sposò la contessa Marietta Alessandra Manni figlia del conte Tommaso di Pistoia e della contessa Maria Antonia Ginevra Buonarroti Simoni, Patrizia Fiorentina (pronipote di Michelangelo).

## Stemma

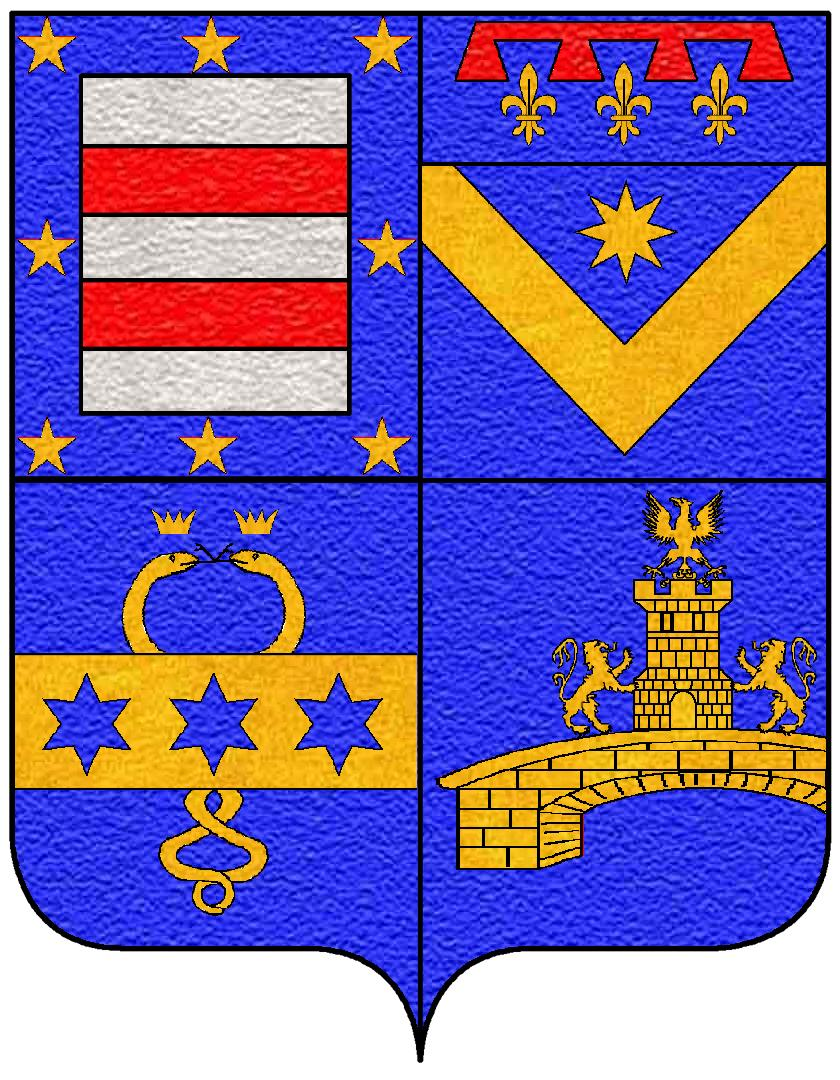

"Fasciato di rosso e d'argento, alla bordura d'azzurro caricata di otto stelle d'oro".